# Montauville
Montauville és un municipi francès situat al departament de Meurthe i Mosel·la i a la regió del Gran Est. L'any 2007 tenia 1.169 habitants.

## Demografia

### Població
El 2007 la població de fet de Montauville era de 1.169 persones. Hi havia 441 famílies, de les quals 82 eren unipersonals (37 homes vivint sols i 45 dones vivint soles), 139 parelles sense fills, 200 parelles amb fills i 20 famílies monoparentals amb fills.
La població ha evolucionat segons el següent gràfic:
Habitants censats

### Habitatges
El 2007 hi havia 471 habitatges, 440 eren l'habitatge principal de la família, 4 eren segones residències i 28 estaven desocupats. 427 eren cases i 41 eren apartaments. Dels 440 habitatges principals, 379 estaven ocupats pels seus propietaris, 52 estaven llogats i ocupats pels llogaters i 8 estaven cedits a títol gratuït; 9 tenien dues cambres, 56 en tenien tres, 122 en tenien quatre i 252 en tenien cinc o més. 327 habitatges disposaven pel capbaix d'una plaça de pàrquing. A 187 habitatges hi havia un automòbil i a 213 n'hi havia dos o més.

### Piràmide de població
La piràmide de població per edats i sexe el 2009 era:
| Homes | Edats   | Dones |
| ----- | ------- | ----- |
| 0     | 95 o +  | 0     |
| 4     | 90 a 94 | 12    |
| 4     | 85 a 89 | 8     |
| 12    | 80 a 84 | 8     |
| 16    | 75 a 79 | 16    |
| 32    | 70 a 74 | 36    |
| 16    | 65 a 69 | 36    |
| 20    | 60 a 64 | 16    |
| 32    | 55 a 59 | 24    |
| 48    | 50 a 54 | 40    |
| 64    | 45 a 49 | 60    |
| 28    | 40 a 44 | 40    |
| 40    | 35 a 39 | 16    |
| 56    | 30 a 34 | 48    |
| 8     | 25 a 29 | 24    |
| 32    | 20 a 24 | 24    |
| 40    | 15 a 19 | 64    |
| 32    | 10 a 14 | 16    |
| 32    | 5 a 9   | 44    |
| 32    | 0 a 4   | 28    |

## Economia
El 2007 la població en edat de treballar era de 762 persones, 546 eren actives i 216 eren inactives. De les 546 persones actives 496 estaven ocupades (288 homes i 208 dones) i 50 estaven aturades (20 homes i 30 dones). De les 216 persones inactives 72 estaven jubilades, 69 estaven estudiant i 75 estaven classificades com a «altres inactius».

### Ingressos
El 2009 a Montauville hi havia 445 unitats fiscals que integraven 1.181 persones, la mediana anual d'ingressos fiscals per persona era de 20.616 €.

### Activitats econòmiques
Dels 31 establiments que hi havia el 2007, 2 eren d'empreses extractives, 1 d'una empresa alimentària, 2 d'empreses de fabricació d'altres productes industrials, 7 d'empreses de construcció, 7 d'empreses de comerç i reparació d'automòbils, 2 d'empreses d'hostatgeria i restauració, 1 d'una empresa d'informació i comunicació, 3 d'empreses immobiliàries, 2 d'empreses de serveis, 2 d'entitats de l'administració pública i 2 d'empreses classificades com a «altres activitats de serveis».
Dels 12 establiments de servei als particulars que hi havia el 2009, 3 eren tallers de reparació d'automòbils i de material agrícola, 1 paleta, 1 fusteria, 3 lampisteries, 1 empresa de construcció, 2 perruqueries i 1 restaurant.
L'únic establiment comercial que hi havia el 2009 era una fleca.

## Equipaments sanitaris i escolars
L'únic equipament sanitari que hi havia el 2009 era una ambulància.
El 2009 hi havia una escola elemental.

## Poblacions més properes
El següent diagrama mostra les poblacions més properes.